# Clytoceyx rex
Clytoceyx rex là một loài chim thuộc chi đơn loài Clytoceyx trong họ Alcedinidae.